# 航空ジャーナル
『航空ジャーナル』（こうくうジャーナル／Aviation Journal: AJ）は、株式会社航空ジャーナル社がかつて出版していた航空専門月刊誌である。また、一般名称として同社（航空ジャーナル社）を指すこともある。
1974年7月1日創刊。毎月1日発行、1988年7月号で休止。別冊および臨時増刊号は5日発行となることが多かった。

## 概要
1974年に航空ジャーナリスト・評論家の青木日出雄が株式会社航空ジャーナル社を設立、同年7月1日に創刊号を発行した。
日本における航空関係の専門雑誌は第二次世界大戦前から存在し、老舗雑誌としては1930年(昭和5年)5月1日創刊の『航空時代』（航空時代社）がある。戦中には1940年(昭和15年)11月に『航空朝日』（朝日新聞東京本社）が創刊し、新興航空大国日本をアピールする象徴的存在となったほか、軍部の国威発揚手段にも利用された。第二次世界大戦に敗北した日本は進駐軍に占領され、戦力解除の名の下に一部を除き一切の航空活動が禁じられたが、1945年(昭和20年)11月18日、日本に航空禁止令が公布されたことにより研究を含む航空関係事業の壊滅は決定的なものとなった。例えば上述の『航空朝日』は、航空禁止令の公布と期を同じくして同年11月に計59巻の発刊を以って廃刊となっている。
1951年9月8日、サンフランシスコ講和条約の調印が行われてようやく航空禁止令が解除になったが、進駐軍が航空禁止令解除の前に営業目的の会社設立を認めたため、航空機利用事業等に先んじて出版業界が航空雑誌の復活を目指して活動を開始した。
早速同年(昭和26年)10月には『航空情報』（酣燈社）が創刊、『世界の航空機』（鳳文書林）や翌1952年（昭和27年)の『航空ファン』（文林堂）も後に続いた。1952年4月28日、サンフランシスコ講和条約が発効し、航空禁止令が正式に解除されたのに続き、1956年には連合国による航空禁止令が全面解除されて日本の航空産業は復興の緒に就いたが、航空雑誌の分野では『世界の航空機』が第80号を以って廃刊し、1958年1月創刊の『航空マガジン』（モーターマガジン社）も一年少々で廃刊するという淘汰の時代が訪れた。
一時の航空専門雑誌の創刊熱は冷めたものの、戦後の高度成長期を迎えた日本では航空需要が増大を続けし、併行して趣味としての航空情報のニーズが高まった。本誌の創刊はこのような時期になされた。航空ジャーナル社の設立者である青木日出雄が航空自衛隊出身であることから、航空禁止令直後に創刊した雑誌に比べて軍事並びに軍用機情報に強く、新規の読者を開拓することに成功した。
航空ジャーナルの初代編集長は航空ジャーナル社の社長でもある青木日出雄が長く務めた後、副編集長であった藤田勝啓が二代目編集長に就任。三代目の編集長には青木日出雄の甥でもある中村浩美が就いている。中村に続いては青木日出雄の長男である青木謙知が編集長となったが、彼が同誌の最後の編集長ということとなった。なお、廃業時の社長は前中信雄であった。末期に謙知は編集長名で1987年11月に発生した大韓航空機爆破事件の初動において、新聞上で分析コメントを求められて初動捜索体制の問題点について答えている。
編集の特徴として軍用機に強く、米ソ冷戦を背景にした東西両陣営の比較や航空自衛隊の情報に優れていた。1971年のニクソンドクトリン以来米軍戦闘機の配備が無かった三沢飛行場にF-16が配備された際にも解説を行ったが、ソ連が「対抗措置をとらざるを得ない」と通告してきたこと、戦術核を搭載可能なこと、配備前より在日米軍の戦力が優越していることなどを根拠に「軍縮のための話し合いをソ連に呼びかけるべき」として反対の意見を表明している。
民間航空についてはハード面に注目し、ボーイング747やエアバスA300などの広胴機の特集を組むことも多かった。但し、狭胴プロペラ機であっても日本航空機製造YS-11については再三記事として取り扱っている。
時折、同一シリーズ企画が臨時増刊号と別冊にまたがることがあり、読者を惑わせる原因となった。
本誌は堅い編集方針と綿密な取材が特徴であったが、これは編集長を退いた後も同誌の主筆として健筆を振るった青木日出雄の手によるところも大きかった。1988年6月8日に青木日出雄が世を去るのと歩を同じくして航空ジャーナル社は廃業。本誌は1988年7月号を最後に廃刊となった。
航空ジャーナル社および本誌の詳細は以下のとおり。
- 発行所

株式会社航空ジャーナル社：
郵便番号101　東京都千代田区神田小川町2-3 福生ビル4階
電話　東京(03)293-0937、291-8095～6
振替　東京8-176190
- 印刷所

新日本印刷株式会社（本文）
株式会社・トープロ（表紙）
グラビア精光株式会社（グラビア）
東和写真製版株式会社（製版）など

## 月刊航空ジャーナル
毎月1日発行。
毎年4月号には「自衛隊の航空」特集が組まれ、毎年7月号は創刊○周年記念号と銘打って発行された。
また臨時増刊号は5日に発行することが多い。
臨時増刊号では主題を絞った特集を組んであり、年に一度の定期特集も存在した。
| 通巻      | 巻号         | 備考             | 特集・話題                                                         | 発行年月日     |
| --------- | ------------ | ---------------- | ------------------------------------------------------------------ | -------------- |
| 通巻001号 | 1974年 7月号 |                  | 戦闘機の新しい方向／開幕・ワイドボディ時代                         | 1974年7月 1日  |
| 通巻002号 | 1974年 8月号 |                  | F-Xと日本の防空                                                    | 1974年8月 1日  |
| 通第003号 | 1974年 9月号 |                  | 日本の航空工業／A-4スカイホーク                                    | 1974年9月 1日  |
| 通巻004号 | 1974年10月号 |                  | ジェットエアライナー                                               | 1974年10月1日  |
| 通巻005号 | 1974年11月号 |                  | B-1とSAC                                                           | 1974年11月 1日 |
| 通巻006号 | 1974年11月号 | 臨時増刊         | 世界の軍用機1975                                                   | 1974年11月5日  |
| 通巻007号 | 1974年12月号 |                  | ファーンボロ航空ショー                                             | 1974年12月 1日 |
| 通巻008号 | 1975年 1月号 |                  | SR-71と航空偵察                                                    | 1975年1月1日   |
| 通巻009号 | 1975年 1月号 | 臨時増刊         | 世界の民間機1975                                                   | 1975年1月3日   |
| 通巻010号 | 1975年 2月号 |                  | 攻撃ヘリコプタ                                                     | 1975年2月 1日  |
| 通巻011号 | 1975年 3月号 |                  | 特別取材・アメリカエアライナーの新しい波                           | 1975年3月 1日  |
| 通巻012号 | 1975年 3月号 | 臨時増刊         | 現代の戦闘機 (AJ Cyclone No.1)                                     | 1975年3月5日   |
| 通巻013号 | 1975年 4月号 |                  | 自衛隊の航空1975／YF-16のすべて                                    | 1975年4月 1日  |
| 通巻014号 | 1975年 5月号 |                  | ボーイング・エアライナー／ダッソー戦闘機                           | 1975年5月1日   |
| 通巻015号 | 1975年 5月号 | 臨時増刊         | 人間航空史・大空への挑戦 (AJ Cyclone No.2)                         | 1975年5月5日   |
| 通巻016号 | 1975年 6月号 |                  | グラマンF-14／戦術輸送機AMST                                       | 1975年6月1日   |
| 通巻017号 | 1975年 7月号 | 創刊1周年記念号  | 戦略爆撃機B-52／新エンジンCFM56とJT10D                             | 1975年7月 1日  |
| 通巻018号 | 1975年 7月号 | 臨時増刊         | ジェット・エアライナー (AJ Cyclone No.3)                           | 1975年7月5日   |
| 通巻019号 | 1975年 8月号 |                  | 日本航空／パリエアサロン速報                                       | 1975年8月1日   |
| 通巻020号 | 1975年 9月号 |                  | パリ航空ショー                                                     | 1975年9月1日   |
| 通巻021号 | 1975年 9月号 | 臨時増刊         | 次期戦闘機F-X (AJ Custom No.1)                                     | 1975年9月5日   |
| 通巻022号 | 1975年10月号 |                  | ソ連空軍の全貌                                                     | 1975年10月1日  |
| 通巻023号 | 1975年11月号 |                  | 次代の国産機PX-L                                                   | 1975年11月 1日 |
| 通巻024号 | 1975年12月号 |                  | コックピットレポートA300B                                          | 1975年12月1日  |
| 通巻025号 | 1976年 1月号 |                  |                                                                    |                |
| 通巻026号 | 1976年 2月号 |                  | コンコルド                                                         | 1976年2月1日   |
| 通巻027号 | 1976年 3月号 |                  | 特別取材・アメリカ戦闘機メーカー                                   | 1976年3月 1日  |
| 通巻028号 | 1976年 3月号 | 臨時増刊         | WWIIドイツ戦闘機隊 (AJ Cyclone No.4)                               | 1976年3月5日   |
| 通巻029号 | 1976年 4月号 |                  | 自衛隊の航空1976                                                   | 1976年4月 1日  |
| 通巻030号 | 1976年 5月号 |                  | エアライン                                                         | 1976年5月 1日  |
| 通巻031号 | 1976年 5月号 | 臨時増刊         | 新・大空への挑戦 (AJ Cyclone No.5)                                 | 1976年5月5日   |
| 通巻032号 | 1976年 6月号 |                  | エアライン Part II／カラー：ヨーロッパの軍用機                     | 1976年6月1日   |
| 通巻033号 | 1976年 7月号 | 創刊2周年記念号  | YS-11の後継機                                                      | 1976年7月 1日  |
| 通巻034号 | 1976年 7月号 | 臨時増刊         | 現代の旅客機 (AJ Cyclone No.6)                                     | 1976年7月5日   |
| 通巻035号 | 1976年 8月号 |                  | アメリカの航空                                                     | 1976年8月 1日  |
| 通巻036号 | 1976年 9月号 |                  | 特別取材・イスラエル                                               | 1976年9月 1日  |
| 通巻037号 | 1976年 9月号 | 臨時増刊         | グラマン戦闘機 (AJ Custom No.2)                                    | 1976年9月5日   |
| 通巻038号 | 1976年10月号 |                  | ソ連戦闘機の全貌                                                   | 1976年10月1日  |
| 通巻039号 | 1976年11月号 |                  |                                                                    |                |
| 通巻040号 | 1976年12月号 |                  | MiG-25／ファーンボロ航空ショー                                     | 1976年12月1日  |
| 通巻041号 | 1977年 1月号 |                  | 国際航空宇宙ショー／リノ・エアレース                               | 1977年1月1日   |
| 通巻042号 | 1977年 1月号 | 臨時増刊         | マクダネル戦闘機：XP-67からF-15イーグルまで (AJ Custom No.3)       | 1977年1月5日   |
| 通巻043号 | 1977年 2月号 |                  | コンコルド・レポート                                               | 1977年2月1日   |
| 通巻044号 | 1977年 3月号 |                  | DC-10操縦レポート                                                  | 1977年3月 1日  |
| 通巻045号 | 1977年 4月号 |                  | 自衛隊の航空1977／写真特集・F-15イーグル                           | 1977年4月 1日  |
| 通巻046号 | 1977年 5月号 |                  | 世界最強の戦闘機／ダグラスの新エアライナー                         | 1977年5月 1日  |
| 通巻047号 | 1977年 5月号 | 臨時増刊         | ジェット･ファイター (AJ Cyclone No.8)                              | 1977年5月5日   |
| 通巻048号 | 1977年 6月号 |                  | 日本の航空工業                                                     | 1977年6月 1日  |
| 通巻049号 | 1977年 7月号 | 創刊3周年記念号  | 全日空の分析                                                       | 1977年7月 1日  |
| 通巻050号 | 1977年 7月号 | 臨時増刊         | 旅客機への招待 (AJ Cyclone No.9)                                   | 1977年7月5日   |
| 通巻051号 | 1977年 8月号 |                  | 米ソの空軍力／航空自衛隊の機動展開訓練                             | 1977年8月 1日  |
| 通巻052号 | 1977年 9月号 |                  | パリ航空ショー／フォト：三菱F-1初飛行                              | 1977年9月1日   |
| 通巻053号 | 1977年 9月号 | 臨時増刊         | アメリカ空軍 (AJ Custom No.4)                                      | 1977年9月5日   |
| 通巻054号 | 1977年10月号 |                  | MiG-25の全貌／解説・L-1011トライスター                             | 1977年10月1日  |
| 通巻055号 | 1977年11月号 |                  | P-3C導入決定／現代の攻撃機 Part 1                                  | 1977年11月1日  |
| 通巻056号 | 1977年12月号 |                  | 現代の攻撃機<2>                                                    | 1977年12月 1日 |
| 通巻057号 | 1978年 1月号 |                  | 中国空軍の全貌／写真コンテスト1977発表                             | 1978年1月1日   |
| 通巻058号 | 1978年 2月号 |                  | パイロットの世界／200海里時代の海洋監視機                          | 1978年2月1日   |
| 通巻059号 | 1978年 3月号 |                  |                                                                    |                |
| 通巻060号 | 1978年 4月号 |                  | 自衛隊の航空1978／グラマンE-2ホークアイ                            | 1978年4月 1日  |
| 通巻061号 | 1978年 5月号 |                  | 戦略爆撃機の将来／イギリス空軍の戦闘/攻撃機                        | 1978年5月1日   |
| 通巻062号 | 1978年 5月号 | 臨時増刊         | ボーイング・エアライナー (AJ Custom No.6)                          | 1978年5月5日   |
| 通巻063号 | 1978年 6月号 |                  | これがTACだ／徹底取材・米韓合同大演習／開港延期・ゆれる成田空港    | 1978年6月1日   |
| 通巻064号 | 1978年 6月号 | 臨時増刊         | 大空への挑戦 Part 3 (AJ Cyclone No.11)                             | 1978年6月5日   |
| 通巻065号 | 1978年 7月号 | 創刊4周年記念号  | 80年代の新戦闘機／ジェネラルダイナミックスF-111                    | 1978年7月1日   |
| 通巻066号 | 1978年 7月号 | 臨時増刊         | 現代の航空戦 (AJ Cyclone No.12)                                    | 1978年7月5日   |
| 通巻067号 | 1978年 8月号 |                  | 動きだす新旅客機／ソ連の防空戦闘機                                 | 1978年8月1日   |
| 通巻068号 | 1978年 9月号 |                  | 5,000機のファントム／Biz Jet の新しい波                            | 1978年9月1日   |
| 通巻069号 | 1978年 9月号 | 臨時増刊         | ダグラス・エアライナー (AJ Custom No.7)                            | 1978年9月5日   |
| 通巻070号 | 1978年10月号 |                  | 翼を広げるA300／ロックウェルOV-10                                  | 1978年10月1日  |
| 通巻071号 | 1978年11月号 |                  | ソ連空軍と日本の防衛／写真速報・MU-300初飛行                       | 1978年11月1日  |
| 通巻072号 | 1978年12月号 |                  | F-18ホーネット／ファーンボロ航空ショー                             | 1978年12月1日  |
| 通巻073号 | 1979年 1月号 |                  | 極秘計画・スーパークルーザー                                       | 1979年1月 1日  |
| 通巻074号 | 1979年 2月号 |                  | 新連載・米ソ第一線機の実力を斬る／カラー折り込み・全日空のB747     | 1979年2月 1日  |
| 通巻075号 | 1979年 3月号 |                  | 制空権を争うF-15対MiG-23                                           | 1979年3月 1日  |
| 通巻076号 | 1979年 4月号 |                  | 自衛隊の航空1979／ルポ・軌道に乗った／P-2J他                       | 1979年4月 1日  |
| 通巻077号 | 1979年 5月号 |                  | F-16・実戦配備に                                                   | 1979年5月 1日  |
| 通巻078号 | 1979年 6月号 |                  | 徹底分析・F-14対MiG25／DACT：F-15対自衛隊機                        | 1979年6月 1日  |
| 通巻079号 | 1979年 6月号 | 臨時増刊         | ジェネラルダイナミックスF-16 (Great Aircraft Series No.1)          | 1979年6月5日   |
| 通巻080号 | 1979年 7月号 | 創刊5周年記念号  |                                                                    | 1979年7月 1日  |
| 通巻081号 | 1979年 7月号 | 臨時増刊         | マッハを撮る：飛行機写真のすばらしき世界                           | 1979年7月5日   |
| 通巻082号 | 1979年 8月号 |                  | 徹底分析・米ソ戦闘機                                               | 1979年8月 1日  |
| 通巻083号 | 1979年 9月号 |                  | ミラージュ2000/4000                                                | 1979年9月 1日  |
| 通巻084号 | 1979年10月号 |                  | スクープ・中国空軍基地報告／写真速報・空自の迷彩ファントム、F4EJ   | 1979年10月 1日 |
| 通巻085号 | 1979年10月号 | 臨時増刊         | アメリカ海軍の翼                                                   | 1979年10月 5日 |
| 通巻086号 | 1979年11月号 |                  | 分析・航空自衛隊とF-104J／BAE Hawk／RB51世界記録樹立               | 1979年11月 1日 |
| 通巻087号 | 1979年12月号 |                  | F-15イーグル沖縄に展開／米ソの戦略態勢を斬る                       | 1979年12月 1日 |
| 通巻088号 | 1980年 1月号 |                  | 世界のアクロ・チーム／ブルーインパルス大百科                       | 1980年1月 1日  |
| 通巻089号 | 1980年 2月号 |                  | F-16編隊空撮／国際航空宇宙ショー・レポート                         | 1980年2月 1日  |
| 通巻090号 | 1980年 2月号 | 臨時増刊         | F-15イーグル (Great Aircraft Series No.2)                          | 1980年2月5日   |
| 通巻091号 | 1980年 3月号 |                  | 80年代の軍事航空／F-100からA-10へ                                  | 1980年3月 1日  |
| 通巻092号 | 1980年 4月号 |                  | 自衛隊の航空1980／イタリア空軍                                     | 1980年4月 1日  |
| 通巻093号 | 1980年 5月号 |                  | 80年代の戦闘機                                                     | 1980年5月 1日  |
| 通巻094号 | 1980年 5月号 | 臨時増刊         | 第2次大戦の軍用機 (AJ Cyclone No.13)                               | 1980年5月5日   |
| 通巻095号 | 1980年 6月号 |                  | F-16／アフガンのソ連機                                             | 1980年6月 1日  |
| 通巻096号 | 1980年 7月号 | 創刊6周年記念号  | Blue Angels／巡航ミサイル                                          | 1980年7月 1日  |
| 通巻097号 | 1980年 8月号 |                  | ヨーロッパの戦闘機動向／空撮：B-52D                                | 1980年8月 1日  |
| 通巻098号 | 1980年 9月号 |                  | YS-11の研究／F-15J初号機初飛行                                     | 1980年9月 1日  |
| 通巻099号 | 1980年10月号 |                  | 特別取材・IIF／VTXTS／空撮：F-15イーグル／三菱ダイアモンド1        | 1980年10月 1日 |
| 通巻100号 | 1980年10月号 | 臨時増刊         | F-14トムキャット (Great Aircraft Series No.3)                      | 1980年10月5日  |
| 通巻101号 | 1980年11月号 |                  | 前進翼機／AFTI F-16／Dayton Air Fair                               | 1980年11月1日  |
| 通巻102号 | 1980年12月号 |                  | F-18ホーネット／ファーンボロ航空ショー／リノエアレース             | 1980年12月 1日 |
| 通巻103号 | 1981年 1月号 |                  | 明日のF-15イーグル／カナダのCF-104                                 | 1981年1月 1日  |
| 通巻104号 | 1981年 1月号 | 臨時増刊         | 三菱T-2とF-1 (Great Aircraft Series No.4)                          | 1981年1月5日   |
| 通巻105号 | 1981年 2月号 |                  | F-4対F-104／超音速巡航戦闘機計画                                   | 1981年2月 1日  |
| 通巻106号 | 1981年 3月号 |                  | 1980年の航空界／折込み：中島2式水上戦闘機                          | 1981年3月 1日  |
| 通巻107号 | 1981年 3月号 | 臨時増刊         | エアバスA300                                                       | 1981年3月5日   |
| 通巻108号 | 1981年 4月号 |                  | 自衛隊の航空'81／自衛隊現用機総覧                                  | 1981年4月 1日  |
| 通巻109号 | 1981年 4月号 | 臨時増刊         | ブルーインパルス                                                   | 1981年4月5日   |
| 通巻110号 | 1981年 5月号 |                  | 総合分析・ソ連戦闘機(1)／コンバットレスキュー／ミニ特集・F105      | 1981年5月 1日  |
| 通巻111号 | 1981年 6月号 |                  | F-15J日本到着／スペースシャトル                                    | 1981年6月 1日  |
| 通巻112号 | 1981年 7月号 | 創刊7周年記念号  | F-18ホーネット／分析：ソ連戦闘機(3)                                | 1981年7月1日   |
| 通巻113号 | 1981年 7月号 | 臨時増刊         | A-10サンダーボルトII (Great Aircraft Series No.5)                  | 1981年7月5日   |
| 通巻114号 | 1981年 8月号 |                  | 空撮・サンダーバーズ／海上自衛隊P-3C／フェンサーを斬る             | 1981年8月1日   |
| 通巻115号 | 1981年 9月号 |                  | アメリカ核兵器の全貌／パリ航空ショー／AIR TATTOO 81                | 1981年9月 1日  |
| 通巻116号 | 1981年10月号 |                  | メイプルフラッグ／分析：ソ連戦闘機(4)                              | 1981年10月 1日 |
| 通巻117号 | 1981年11月号 |                  | 空撮・SR-71, RF-4／スホーイ戦闘機／B767ロールアウト                | 1981年11月 1日 |
| 通巻118号 | 1981年12月号 |                  | 米ソ戦略構想の新局面／空撮：海上保安庁の翼／リノエアレース81       | 1981年12月 1日 |
| 通巻119号 | 1982年 1月号 |                  | 続・米ソ戦略構想の新局面／写真特報・EF111／分析・スホーイ戦闘機    | 1982年1月 1日  |
| 通巻120号 | 1982年 2月号 |                  | 徹底解剖・復活したB-1                                              | 1982年2月 1日  |
| 通巻121号 | 1982年 3月号 |                  | 81年の航空界／F-15飛行隊／P-3C到着                                 | 1982年3月1日   |
| 通巻122号 | 1982年 3月号 | 臨時増刊         | 世界の主力戦闘機1982                                               | 1982年3月5日   |
| 通巻123号 | 1982年 4月号 |                  | 自衛隊の航空'82／特報・ブルーインパルス                            | 1982年4月 1日  |
| 通巻124号 | 1982年 5月号 |                  | F-4改修計画を斬る／川崎・MBB BK117                                 | 1982年5月 1日  |
| 通巻125号 | 1982年 6月号 |                  | 現地取材：エジプト空軍                                             | 1982年6月 1日  |
| 通巻126号 | 1982年 7月号 | 創刊8周年記念号  | カラー：F-14トムキャット                                           | 1982年7月 1日  |
| 通巻127号 | 1982年 7月号 | 臨時増刊         | 世界の旅客機                                                       | 1982年7月5日   |
| 通巻128号 | 1982年 8月号 |                  | T-2ブルーインパルス／フォークランド紛争                            | 1982年8月 1日  |
| 通巻129号 | 1982年 9月号 |                  | エアバスA310／KC-130空中給油                                       | 1982年9月 1日  |
| 通巻130号 | 1982年10月号 |                  | アメリカ軍これからの主力機／ブルーインパルス                       | 1982年10月 1日 |
| 通巻131号 | 1982年10月号 | 臨時増刊         | T-2ブルーインパルス                                                | 1982年10月5日  |
| 通巻132号 | 1982年11月号 |                  | F-5Gタイガーシャーク／ブルーインパルス／カナダ軍のマクダネル戦闘機 | 1982年11月 1日 |
| 通巻133号 | 1982年12月号 |                  | ファーンボロ航空ショー／Tu-26バックファイアー／リノ・エアレース    | 1982年12月 1日 |
| 通巻134号 | 1982年12月号 | 臨時増刊         | 世界の軍用機1983                                                   | 1982年12月5日  |
| 通巻135号 | 1983年 1月号 |                  | 戦略兵器バランス／欧州の新戦闘機計画                               | 1983年1月 1日  |
| 通巻136号 | 1983年 2月号 |                  | ボーイング767の現況／ブルーインパルス                              | 1983年2月 1日  |
| 通巻137号 | 1983年 3月号 |                  | Thunderbirds／ソ連空軍の最新情報                                   | 1983年3月 1日  |
| 通巻138号 | 1983年 4月号 |                  | 自衛隊の航空'83／F-15J自衛隊                                       | 1983年4月 1日  |
| 通巻139号 | 1983年 5月号 |                  | スーパー80の研究／E-2Cホークアイ                                   | 1983年5月 1日  |
| 通巻140号 | 1983年 5月号 | 臨時増刊         | パナビア・トーネード (Super Fighter Series No.1)                   | 1983年5月5日   |
| 通巻141号 | 1983年 6月号 |                  | 分析：ソ連の軍事力／スーパー80の研究(2)／SNOWBIRDS                 | 1983年6月1日   |
| 通巻142号 | 1983年 7月号 | 創刊9周年記念号  | F-20タイガーシャーク／ソ連の軍事力2／A310就航                      | 1983年7月 1日  |
| 通巻143号 | 1983年 8月号 |                  | 90年代の主力戦闘機／パリ航空ショー／超音速への挑戦者               | 1983年8月1日   |
| 通巻144号 | 1983年 8月号 | 臨時増刊         | GD F-16ファイティング・ファルコン (Super Fighter Series No.2)      | 1983年8月5日   |
| 通巻145号 | 1983年 9月号 |                  | Blue Angels／90年代の主力戦闘機2                                   | 1983年9月 1日  |
| 通巻146号 | 1983年10月号 |                  | AIR TATTOO'83／90年代の主力戦闘機3                                 | 1983年10月 1日 |
| 通巻147号 | 1983年11月号 |                  | 大韓航空機撃墜事件／TORNADO／国際航空宇宙ショー・ガイド            | 1983年11月 1日 |
| 通巻148号 | 1983年12月号 |                  | 続報・大韓航空機撃墜事件／90年代の主力戦闘機4                      | 1983年12月 1日 |
| 通巻149号 | 1983年12月号 | 臨時増刊         | 世界の軍用機1984                                                   | 1983年12月5日  |
| 通巻150号 | 1984年 1月号 |                  | F-15EとF-16Eを分析／国際航空宇宙ショー                             | 1984年1月 1日  |
| 通巻151号 | 1984年 2月号 |                  | アメリカ空軍太平洋航空軍の現況／航自戦技協議会                     | 1984年2月 1日  |
| 通巻152号 | 1984年 3月号 |                  | F-18ホーネット／新田原の戦士たち／1983年の航空界                   | 1984年3月 1日  |
| 通巻153号 | 1984年 3月号 | 臨時増刊         | ロッキードF-104スターファイター (Super Fighter Series No.3)        | 1984年3月5日   |
| 通巻154号 | 1984年 4月号 |                  | 自衛隊の航空'84／超音速への挑戦者9                                 | 1984年4月 1日  |
| 通巻155号 | 1984年 5月号 |                  | FEFAの行方／米の最新核ミサイル／超音速への挑戦者10                 | 1984年5月 1日  |
| 通巻156号 | 1984年 6月号 |                  | 写真特集：F-18ホーネット                                           | 1984年6月 1日  |
| 通巻157号 | 1984年 7月号 | 創刊10周年記念号 | ブルーエンジェルズ／超音速への挑戦者12                             | 1984年7月 1日  |
| 通巻158号 | 1984年 7月号 | 臨時増刊         | 飛行機王国Ｎｏｂランド／下田信夫画集                               | 1984年7月 5日  |
| 通巻159号 | 1984年 8月号 |                  | フィンランド空軍／アメリカのSST技術／超音速への挑戦者13            | 1984年8月 1日  |
| 通巻160号 | 1984年 9月号 |                  | 中国民航の現況／アメリカのSST技術(2)／超音速への挑戦者14           | 1984年9月 1日  |
| 通巻161号 | 1984年 9月号 | 臨時増刊         | アメリカの核兵器                                                   | 1984年9月5日   |
| 通巻162号 | 1984年10月号 |                  | ドイツ海軍航空隊／アメリカのSST技術                                | 1984年10月 1日 |
| 通巻163号 | 1984年11月号 |                  | イラン・イラク戦争分析／アメリカのSST技術(4)                       | 1984年11月 1日 |
| 通巻164号 | 1984年12月号 |                  | ファーンボロ航空ショー／アメリカのSST技術(5)／コープサンダー       | 1984年12月 1日 |
| 通巻165号 | 1984年12月号 | 臨時増刊         | 世界の軍用機1985                                                   | 1984年12月5日  |
| 通巻166号 | 1985年 1月号 |                  | 前進翼機X-29／空撮F-20                                             | 1985年1月 1日  |
| 通巻167号 | 1985年 2月号 |                  | 米・ソ軍事バランス'85／スウェーデン空軍／空自・戦技競技会          | 1985年2月 1日  |
| 通巻168号 |              |                  |                                                                    |                |
| 通巻169号 | 1985年 3月号 |                  | 米・ソ軍事バランス'85(2)／写真特集：第207飛行隊／Time Capsule 1984 | 1985年3月 1日  |
| 通巻170号 | 1985年 4月号 |                  | 自衛隊の航空1985／米・ソ軍事バランス'85(3)                         | 1985年4月 1日  |
| 通巻171号 | 1985年 4月号 | 臨時増刊         | ノースロップF-5/F-20 (Super Fighter Series No.4)                   | 1985年4月5日   |
| 通巻172号 | 1985年 5月号 |                  | 海軍航空隊／新連載：SDI入門講座                                    | 1985年5月 1日  |
| 通巻173号 | 1985年 6月号 |                  | 現代の攻撃機／FSX／SDI入門講座／ソ連の軍事力1985                   | 1985年6月 1日  |
| 通巻174号 | 1985年 6月号 | 臨時増刊         | ジョインナップ・ブルーインパルスの誘惑                             | 1985年6月5日   |
| 通巻174号 | 1985年 7月号 | 創刊11周年記念号 | 90年代の米新鋭機／SDI入門講座                                      | 1985年7月 1日  |
| 通巻176号 | 1985年 8月号 |                  | Su-25の正体を暴く／巨大機An-124登場／SDI入門講座                   | 1985年8月 1日  |
| 通巻177号 | 1985年 9月号 |                  | 生まれ変わる戦闘機達／太平洋上空のF16／SDI入門講座                 | 1985年9月 1日  |
| 通巻178号 | 1985年10月号 |                  | F-14トムキャット／未来の輸送機・プロップファン                     | 1985年10月 1日 |
| 通巻179号 | 1985年10月号 | 臨時増刊         | 写真集 現代の戦闘・攻撃機                                          | 1985年10月 5日 |
| 通巻180号 | 1985年11月号 |                  | 日航機事故の総括／青木日出雄                                       | 1985年11月 1日 |
| 通巻181号 | 1985年12月号 |                  | 自衛隊の中期防衛計画／日航機事故続報／新ハリアー・ファミリー       | 1985年12月 1日 |
| 通巻182号 | 1986年 1月号 |                  | ヨーロッパ戦闘機の新しい方向                                       | 1986年1月 1日  |
| 通巻183号 | 1986年 1月号 | 臨時増刊         | 世界の軍用機1986                                                   | 1986年1月5日   |
| 通巻184号 | 1986年 2月号 |                  | 飛鳥とSTOL機／F-4ファントム(1)                                     | 1986年2月 1日  |
| 通巻185号 | 1986年 3月号 |                  | Su-27登場／F-4ファントム(2)／日航機事故・第3回中間報告             | 1986年3月 1日  |
| 通巻186号 | 1986年 4月号 |                  | 自衛隊の航空'86／MiG-31登場／自衛隊保有機一覧／千歳基地            | 1986年4月 1日  |
| 通巻187号 | 1986年 5月号 |                  | MiG-31とソ連防空機／太平洋国際線の新時代／GD F-111                 | 1986年5月 1日  |
| 通巻188号 | 1986年 5月号 | 臨時増刊         | マクダネルダグラスF/A-18ホーネット (Super Fighter Series No.5)     | 1986年5月5日   |
| 通巻189号 | 1986年 6月号 |                  | 火を噴いた地中海／フェアチャイルドA-10                             | 1986年6月 1日  |
| 通巻190号 | 1986年 7月号 | 創刊12周年記念号 | 米、リビアを爆撃／A-320の動向／ベルAH-1                            | 1986年7月 1日  |
| 通巻191号 | 1986年 8月号 |                  | 英・仏戦闘機合戦／第1対戦車ヘリコプター隊／エアバスの新顔A330/340  | 1986年8月 1日  |
| 通巻192号 | 1986年 8月号 | 臨時増刊         | 現代のジェット･エアライナー                                        | 1986年8月5日   |
| 通巻193号 | 1986年 9月号 |                  | 支援戦闘機とは／MiG-29現わる／写真特集・ラファールとEAP            | 1986年9月 1日  |
| 通巻194号 | 1986年10月号 |                  | MiG-29続報                                                         | 1986年10月 1日 |
| 通巻195号 | 1986年11月号 |                  | ボーイングの戦闘機研究                                             | 1986年11月 1日 |
| 通巻196号 | 1986年12月号 |                  |                                                                    |                |
| 通巻197号 | 1986年12月号 | 臨時増刊         | 世界の軍用機1987                                                   | 1986年12月5日  |
| 通巻198号 | 1987年 1月号 |                  | IAIラビ登場                                                        | 1987年1月 1日  |
| 通巻199号 | 1987年 2月号 |                  | ATF YF-22&YF-23                                                    | 1987年2月 1日  |
| 通巻200号 | 1987年 2月号 | 臨時増刊         | 21世紀への戦闘機・ラファールからFSXまで                            | 1987年2月5日   |
| 通巻201号 | 1987年 3月号 |                  | 立体特集:T-4                                                       | 1987年3月 1日  |
| 通巻202号 | 1987年 4月号 |                  | 自衛隊の航空'87                                                    | 1987年4月 1日  |
| 通巻203号 | 1987年 5月号 |                  | ステルス技術を探る                                                 | 1987年5月 1日  |
| 通巻204号 |              |                  |                                                                    |                |
| 通巻205号 | 1987年 6月号 |                  | ソ連戦闘機最新情報                                                 | 1987年6月 1日  |
| 通巻206号 | 1987年 7月号 | 創刊13周年記念号 | 特集・ザ・戦闘機                                                   | 1987年7月 1日  |
| 通巻207号 | 1987年 8月号 |                  | 近未来輸送研究機X-30                                               | 1987年8月 1日  |
| 通巻208号 | 1987年 9月号 |                  | 欧米戦闘機最新情報                                                 | 1987年9月 1日  |
| 通巻209号 | 1987年10月号 |                  | 中国軍用機事情                                                     | 1987年10月 1日 |
| 通巻210号 | 1987年10月号 | 臨時増刊         | 垂直離着陸戦闘攻撃機ハリアー (Super Fighter Series No.6)           | 1987年10月 5日 |
| 通巻211号 | 1987年11月号 |                  | ニアミスって何                                                     | 1987年11月 1日 |
| 通巻212号 | 1987年12月号 |                  | FSX始動                                                            | 1987年12月 1日 |
| 通巻213号 | 1988年 1月号 |                  | FSXの総括                                                          | 1988年1月 1日  |
| 通巻214号 | 1988年 2月号 |                  | LWFからFSXへ                                                       | 1988年2月 1日  |
| 通巻215号 | 1988年 2月号 | 臨時増刊         | 世界の軍用機1988                                                   | 1988年2月5日   |
| 通巻216号 | 1988年 3月号 |                  | Time Capsule 1987／INF調印まで                                     | 1988年3月 1日  |
| 通巻217号 | 1988年 4月号 |                  | 自衛隊の航空'88                                                    | 1988年4月 1日  |
| 通巻218号 | 1988年 5月号 |                  | 欧州戦闘機計画の近況                                               | 1988年5月 1日  |
| 通巻219号 | 1988年 5月号 | 臨時増刊         | ヘリコプターカタログ                                               | 1988年5月31日  |
| 通巻220号 | 1988年 6月号 |                  | MiG-29の分析                                                       | 1988年6月 1日  |
| 通巻221号 | 1988年 7月号 | 創刊14周年記念号 | ベールを脱いだB-2／ソ連の水素エンジン機／第5航空団                 | 1988年7月1日   |

## 航空ジャーナル別冊
別冊は臨時増刊号の単発的特集に比べて定期特集の色合いが強く、資料として利用する読者も多かった。
| 巻号           | タイトル                                                             | 発行年月日    |
| -------------- | -------------------------------------------------------------------- | ------------- |
| 1975年11月別冊 | 世界の軍用機1976                                                     | 1975年11月5日 |
| 1975年12月別冊 | 世界の民間機1976                                                     | 1975年12月5日 |
| 1976年11月別冊 | 世界の軍用機1977                                                     | 1976年11月5日 |
| 1976年12月別冊 | 世界の民間機1977                                                     | 1976年12月5日 |
| 1977年 3月別冊 | 太平洋航空戦 (AJ Cyclone No.7)                                       | 1977年3月5日  |
| 1977年10月別冊 | 世界のエアライン                                                     | 1977年10月5日 |
| 1977年11月別冊 | 世界の軍用機1978                                                     | 1977年11月5日 |
| 1977年12月別冊 | 世界の民間機1978                                                     | 1977年12月5日 |
| 1978年 3月別冊 | F-15イーグル (AJ Custom No.5)                                        | 1978年3月5日  |
| 1978年 4月別冊 | ヨーロッパ航空戦 (AJ Cyclone No.10)                                  | 1978年4月5日  |
| 1978年 5月別冊 | ドイツ空軍戦闘機隊                                                   | 1985年5月5日  |
| 1978年10月別冊 | アメリカ空軍の翼 (AJ Custom No.8)                                    | 1978年10月5日 |
| 1978年 1月別冊 | アメリカ空／海軍ジェット戦闘機                                       | 1978年1月5日  |
| 1978年12月別冊 | 世界の軍用機1979                                                     | 1978年12月5日 |
| 1979年 2月別冊 | 世界の民間機1979                                                     | 1979年2月5日  |
| 1979年 1月別冊 | コンバット・マシン：軍用機メカ解剖                                   | 1979年1月5日  |
| 1979年10月別冊 | アメリカ海軍の翼 (AJ Custom No.9)                                    | 1979年10月5日 |
| 1979年12月別冊 | 世界の軍用機1980                                                     | 1979年12月5日 |
| 1980年 7月別冊 | アメリカ空軍の第一線機                                               | 1980年7月5日  |
| 1980年 8月別冊 | 第2次大戦ドイツ戦闘機                                                | 1980年8月5日  |
| 1980年 9月別冊 | 日本陸軍機の計画物語                                                 | 1980年9月5日  |
| 1980年11月別冊 | 歴史に残る傑作戦闘機                                                 | 1980年11月5日 |
| 1980年12月別冊 | 世界の軍用機1981                                                     | 1980年12月5日 |
| 1981年 2月別冊 | 80年代の軍事シリーズ・極東ソ連軍の実力：これが日本への“脅威”の実態だ | 1981年2月5日  |
| 1981年 5月別冊 | 80年代の軍事シリーズ・戦闘機F-15の全貌：日本の空を守る最新鋭戦闘機   | 1981年5月5日  |
| 1981年 6月別冊 | 80年代の軍事シリーズ・新鋭戦車の実力                                 | 1981年6月5日  |
| 1981年 9月別冊 | エア・コンバット：ジェット時代の航空戦                               | 1981年9月5日  |
| 1981年10月別冊 | 旅客機ワンダーランド                                                 | 1981年10月5日 |
| 1981年12月別冊 | 世界の軍用機1982                                                     | 1981年12月5日 |
| 1982年 3月別冊 | ソ連ジェット戦闘機(上)                                               | 1982年3月5日  |
| 1982年 4月別冊 | ソ連ジェット戦闘機(下)                                               | 1982年4月5日  |
| 1982年 7月別冊 | ミステリー・ゾーンへの飛行                                           | 1982年7月5日  |
| 1982年 8月別冊 | アメリカ海軍の第一線機                                               | 1982年8月5日  |
| 1984年 1月別冊 | ザ･チャレンジャー：スピードに憑かれた男たち                          | 1984年1月5日  |
| 1985年 8月別冊 | よくわかる核兵器の本                                                 | 1985年8月5日  |
| 1986年 2月別冊 | ハレー彗星を探る！ハレー彗星探査計画のすべて                         | 1986年2月5日  |
| 1986年 2月別冊 | ヘリコプターの世界                                                   | 1986年2月15日 |
| 1986年10月別冊 | SDI入門講座                                                          | 1986年10月5日 |
| 1987年 7月別冊 | F/A-18 HORNET                                                        | 1987年7月5日  |
| 1987年 9月別冊 | 日本の旅客機                                                         | 1987年9月5日  |
| 1987年11月別冊 | 航空自衛隊                                                           | 1987年11月5日 |
| 1988年 1月別冊 | 航空ビデオ総カタログ                                                 | 1988年1月5日  |
| 1988年 2月別冊 | YS-11物語                                                            | 1988年2月5日  |
| 1988年 4月別冊 | F-16 Fighting Falcon                                                 | 1988年4月5日  |

## 企画シリーズ
臨時増刊号と別冊では、企画もの特集がいくつか組まれている。

### AJ Cyclone シリーズ
| シリーズ名       | 巻号                 | タイトル                               | 発行年月日   |
| ---------------- | -------------------- | -------------------------------------- | ------------ |
| AJ Cyclone No.1  | 1975年 3月号臨時増刊 | 現代の戦闘機：綴じ込み図面             | 1975年3月5日 |
| AJ Cyclone No.2  | 1975年 5月号臨時増刊 | 人間航空史・大空への挑戦：綴じ込み図面 | 1975年5月5日 |
| AJ Cyclone No.3  | 1975年 7月号臨時増刊 | ジェット・エアライナー                 | 1975年7月5日 |
| AJ Cyclone No.4  | 1976年 3月号臨時増刊 | WWIIドイツ戦闘機隊                     | 1976年3月5日 |
| AJ Cyclone No.5  | 1976年 5月号臨時増刊 | 新・大空への挑戦：綴じ込み図面         | 1976年5月5日 |
| AJ Cyclone No.6  | 1976年 7月号臨時増刊 | 現代の旅客機：綴じ込み図面             | 1976年7月5日 |
| AJ Cyclone No.7  | 1977年 3月号別冊     | 太平洋航空戦                           | 1977年3月5日 |
| AJ Cyclone No.8  | 1977年 5月号臨時増刊 | ジェット･ファイター                    | 1977年5月5日 |
| AJ Cyclone No.9  | 1977年 7月号臨時増刊 | 旅客機への招待：綴じ込み図面           | 1977年7月5日 |
| AJ Cyclone No.10 | 1978年 4月号別冊     | ヨーロッパ航空戦                       | 1978年4月5日 |
| AJ Cyclone No.11 | 1978年 6月号臨時増刊 | 大空への挑戦 Part 3                    | 1978年6月5日 |
| AJ Cyclone No.12 | 1978年 7月号臨時増刊 | 現代の航空戦                           | 1978年7月5日 |
| AJ Cyclone No.13 | 1980年 5月号臨時増刊 | 第2次大戦の軍用機                      | 1980年5月5日 |

### AJ Custom シリーズ
| シリーズ名     | 巻号                 | タイトル                                    | 発行年月日    |
| -------------- | -------------------- | ------------------------------------------- | ------------- |
| AJ Custom No.1 | 1975年 9月号臨時増刊 | 次期戦闘機F-X：綴じ込み図面                 | 1975年9月5日  |
| AJ Custom No.2 | 1976年 9月号臨時増刊 | グラマン戦闘機                              | 1976年9月5日  |
| AJ Custom No.3 | 1977年 1月号臨時増刊 | マクダネル戦闘機：XP-67からF-15イーグルまで | 1977年1月5日  |
| AJ Custom No.4 | 1977年 9月号臨時増刊 | アメリカ空軍                                | 1977年9月5日  |
| AJ Custom No.5 | 1978年 3月号別冊     | F-15イーグル                                | 1978年3月5日  |
| AJ Custom No.6 | 1978年 5月号臨時増刊 | ボーイング・エアライナー                    | 1978年5月5日  |
| AJ Custom No.7 | 1978年 9月号臨時増刊 | ダグラス・エアライナー                      | 1978年9月5日  |
| AJ Custom No.8 | 1978年10月号別冊     | アメリカ空軍の翼                            | 1978年10月5日 |
| AJ Custom No.9 | 1979年10月号別冊     | アメリカ海軍の翼                            | 1979年10月5日 |

### Great Aircraft シリーズ
| シリーズ名                 | 巻号                 | タイトル                     | 発行年月日    |
| -------------------------- | -------------------- | ---------------------------- | ------------- |
| Great Aircraft Series No.1 | 1979年 6月号臨時増刊 | ジェネラルダイナミックスF-16 | 1979年6月5日  |
| Great Aircraft Series No.2 | 1980年 2月号臨時増刊 | F-15イーグル                 | 1980年2月5日  |
| Great Aircraft Series No.3 | 1980年10月号臨時増刊 | F-14トムキャット             | 1980年10月5日 |
| Great Aircraft Series No.4 | 1981年 1月号臨時増刊 | 三菱T-2とF-1                 | 1981年1月5日  |
| Great Aircraft Series No.5 | 1981年 7月号臨時増刊 | A-10サンダーボルトII         | 1981年7月5日  |

### Super Fighter シリーズ
| シリーズ名                | 巻号                 | タイトル                           | 発行年月日    |
| ------------------------- | -------------------- | ---------------------------------- | ------------- |
| Super Fighter Series No.1 | 1983年 5月号臨時増刊 | パナビア・トーネード               | 1983年5月5日  |
| Super Fighter Series No.2 | 1983年 8月号臨時増刊 | GD F-16ファイティング・ファルコン  | 1983年8月5日  |
| Super Fighter Series No.3 | 1984年 3月号臨時増刊 | ロッキードF-104スターファイター    | 1984年3月5日  |
| Super Fighter Series No.4 | 1985年 4月号臨時増刊 | ノースロップF-5/F-20               | 1985年4月5日  |
| Super Fighter Series No.5 | 1986年 5月号臨時増刊 | マクダネルダグラスF/A-18ホーネット | 1986年5月5日  |
| Super Fighter Series No.6 | 1987年10月号臨時増刊 | 垂直離着陸戦闘攻撃機ハリアー       | 1987年10月5日 |

### 軍用機シリーズ
| 年度   | 巻号                 | タイトル         | 発行年月日    |
| ------ | -------------------- | ---------------- | ------------- |
| 1975年 | 1974年11月号臨時増刊 | 世界の軍用機1975 | 1974年11月5日 |
| 1976年 | 1975年11月別冊       | 世界の軍用機1976 | 1975年11月1日 |
| 1977年 | 1976年11月別冊       | 世界の軍用機1977 | 1976年11月5日 |
| 1978年 | 1977年11月別冊       | 世界の軍用機1978 | 1977年11月1日 |
| 1979年 | 1978年12月別冊       | 世界の軍用機1979 | 1978年12月5日 |
| 1980年 | 1979年12月別冊       | 世界の軍用機1980 | 1979年12月5日 |
| 1981年 | 1980年12月別冊       | 世界の軍用機1981 | 1980年12月5日 |
| 1982年 | 1981年12月別冊       | 世界の軍用機1982 | 1981年12月5日 |
| 1983年 | 1982年12月号臨時増刊 | 世界の軍用機1983 | 1982年12月5日 |
| 1984年 | 1983年12月号臨時増刊 | 世界の軍用機1984 | 1983年12月5日 |
| 1985年 | 1984年12月号臨時増刊 | 世界の軍用機1985 | 1984年12月5日 |
| 1986年 | 1986年 1月号臨時増刊 | 世界の軍用機1986 | 1986年1月5日  |
| 1987年 | 1986年12月号臨時増刊 | 世界の軍用機1987 | 1986年12月5日 |
| 1988年 | 1988年 2月号臨時増刊 | 世界の軍用機1988 | 1988年2月5日  |

### 民間機シリーズ
| 年度   | 巻号                 | タイトル         | 発行年月日    |
| ------ | -------------------- | ---------------- | ------------- |
| 1975年 | 1975年 1月号臨時増刊 | 世界の民間機1975 | 1975年1月3日  |
| 1976年 | 1975年12月別冊       | 世界の民間機1976 | 1975年12月5日 |
| 1977年 | 1976年12月別冊       | 世界の民間機1977 | 1976年12月5日 |
| 1978年 | 1977年12月別冊       | 世界の民間機1978 | 1977年12月1日 |
| 1979年 | 1979年 2月別冊       | 世界の民間機1979 | 1979年2月1日  |

その他、1979年9月15日から11月30日にかけて愛知県で開催された犬山ラインパーク航空博では、「世界の飛行機博／やってきた幻の名機・歴史に残る傑作戦闘機」と題したパンフレットも発行した。

## 連載
- ブルーインパルス
- AJ航空図鑑
- 米ソ第一線機の実力を斬る
- 超音速への挑戦者　など

月刊航空ジャーナルや航空ジャーナル別冊に掲載された一部の記事は後に再編集され、グリーンアロー出版社などから出版されている。

## 関連人物
- 青木日出雄
- 中村浩美　甥
- 青木謙知　長男
- 小川和久
- 田岡俊次
- 武田頼政
- 江藤巌